# Filandia
Filandia è un comune della Colombia facente parte del dipartimento di Quindío.
L'abitato venne fondato da un gruppo di coloni nel 1878.